# Ramphotyphlops chamodracaena
Ramphotyphlops chamodracaena este o specie de șerpi din genul Ramphotyphlops, familia Typhlopidae, descrisă de Collingwood Ingram și Covacevich 1993. Conform Catalogue of Life specia Ramphotyphlops chamodracaena nu are subspecii cunoscute.